# Kathrin Lehmann
Pour les articles homonymes, voir Lehmann.
Kathrin Lehmann, née le 27 février 1980 à Zurich, est une joueuse de football et suisse de hockey sur glace. Sur le gazon, elle évolue au poste de gardienne de but, tandis que sur la glace, elle est attaquante.

## Biographie

### Carrière en football
Après avoir commencé le football à Küsnacht, Kathrin Lehmann rejoint le club de Seebach, en Ligue nationale A féminine en 1993, où elle remporte son premier titre de championne de Suisse, avant de jouer, durant la saison 1995-1996, à Rapperswil, en deuxième division suisse. Entre 1997 et 1999, elle figure dans l'effectif de Schwerzenbach, avec qui elle remporte, lors de sa dernière saison, son deuxième titre de championne de Suisse.
Puis commence l'aventure à l'étranger. D'abord en Allemagne, où elle est engagée par le TuS Niederkirchen, club militant en Frauen Bundesliga. En juillet 2000, elle rejoint le 1. FFC Turbine Potsdam, où elle ne reste qu'une seule saison. Elle intègre en effet l'effectif du Bayern Munich pour une durée de trois saisons.
Elle part ensuite tenter sa chance aux États-Unis, mais, comme la Women's United Soccer Association cesse ses activités au même moment, elle reçoit une offre de l'Oklahoma State University pour venir jouer en Division 1 de la NCAA. Après une saison dans le centre des États-Unis, elle revient en Allemagne pour terminer sa licence en littérature allemande, et plus précisément au FFC Wacker Munich (de).
Elle part ensuite, en 2006, tenter sa chance en Suède, et plus précisément à Hammarby IF DFF, réalisant ainsi l'un de ces rêves. Elle retourne toutefois en Allemagne après deux saisons, d'abord à Duisbourg, puis au FFC Wacker Munich (de). Elle met un terme à sa carrière de footballeuse en 2010.

#### International
Kathrin Lehmann compte 31 sélections en équipe de Suisse.

### Carrière en hockey sur glace
En parallèle à sa carrière de footballeuse, Kathrin Lehmann a disputé une carrière tout aussi fructueuse de hockeyeuse. Elle a d'abord découvert le hockey sur glace à Küsnacht. Elle rejoint en 1993 les GCK Lions féminines, où elle joue jusqu'en 1999. Elle devient alors une joueuse du EHC Illnau-Effretikon durant deux saisons.
Elle rejoint ensuite le SV Kornwestheim, en DFEL, gagnant trois titre de championne d'Allemagne. En janvier 2007, elle s'engage avec l'AIK IF, où elle remporte la Coupe d'Europe des clubs champions en 2008.
Elle revient en Allemagne en 2010, d'abord aux MEK München, puis, dès la saison suivante, au ESC Planegg.

#### International
Kathrin Lehmann est également internationale suisse de hockey sur glace. Elle a participé à deux reprises aux Jeux olympiques, en 2006 à Turin et en 2010 à Vancouver. Elle a en outre participé à sept championnats du monde, jouant au total 224 parties sous le maillot national.

## Palmarès et honneurs personnels

### En football
Coupe de l'UEFA féminine
- Victorieuse en 2009 avec le FCR 2001 Duisbourg.

Frauen Bundesliga
- Vice-championne d'Allemagne en 2001 avec le 1. FFC Turbine Potsdam.

Coupe d'Allemagne en salle
- Finaliste en 2002 avec le Bayern Munich.

Ligue nationale A féminine
- Championne de Suisse en 1994 avec le SV Seebach et en 1999 avec le FC Schwarzenbach.
- Joueuse suisse de l'année 1999.

### En hockey sur glace
Coupe d'Europe des clubs champions
- Victorieuse en 2008 avec AIK IF.
- Meilleure défenseure de la Finale 2014

DFEL
- Championne d'Allemagne en 2002, 2003 et 2004 avec le SV Kornwestheim et 2012, 2013 et 2014 avec l'ESC Planegg
- Vice-championne d'Allemagne en 2005 avec le SV Kornwestheim

Riksserien
- Championne de Suède en 2007 et 2009 avec AIK IF

## Anecdotes
Kathrin Lehmann est la seule sportive à avoir remporté deux titres de champions d'Europe dans deux sports collectifs différents. Elle est en outre la seule femme à avoir marqué un but en première division allemande en football et en hockey sur glace.
Elle possède aussi une maîtrise universitaire en littérature allemande.